# Iglesia de Mære

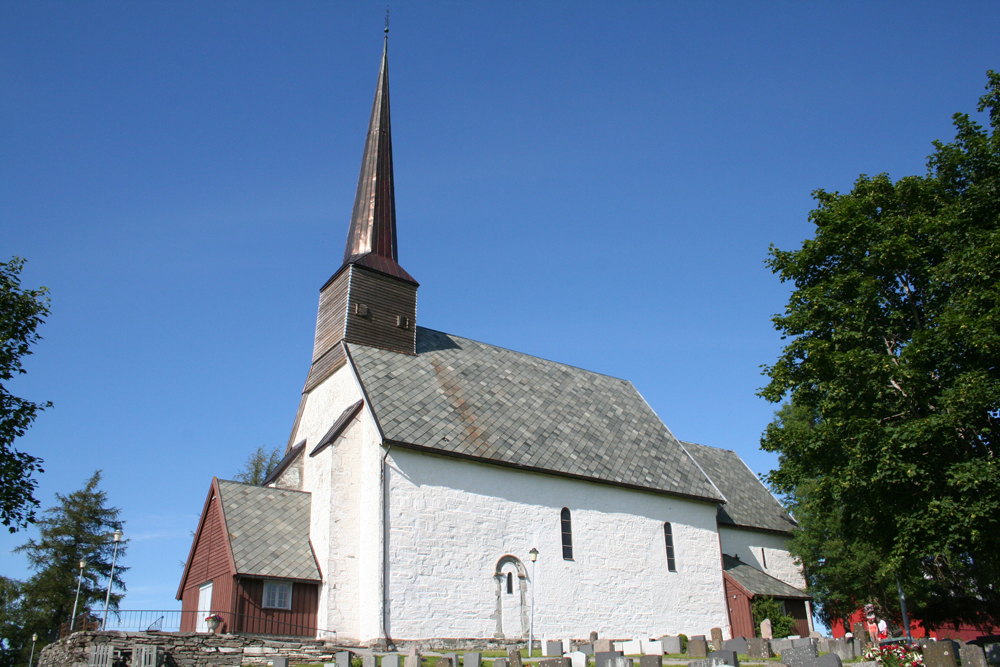
La iglesia de Mære, vista desde el suroeste.

La Iglesia de Mære es un templo cristiano románico construido entre 1150 y 1200 en la localidad del mismo nombre, municipio de Steinkjer, en Noruega.

## El edificio

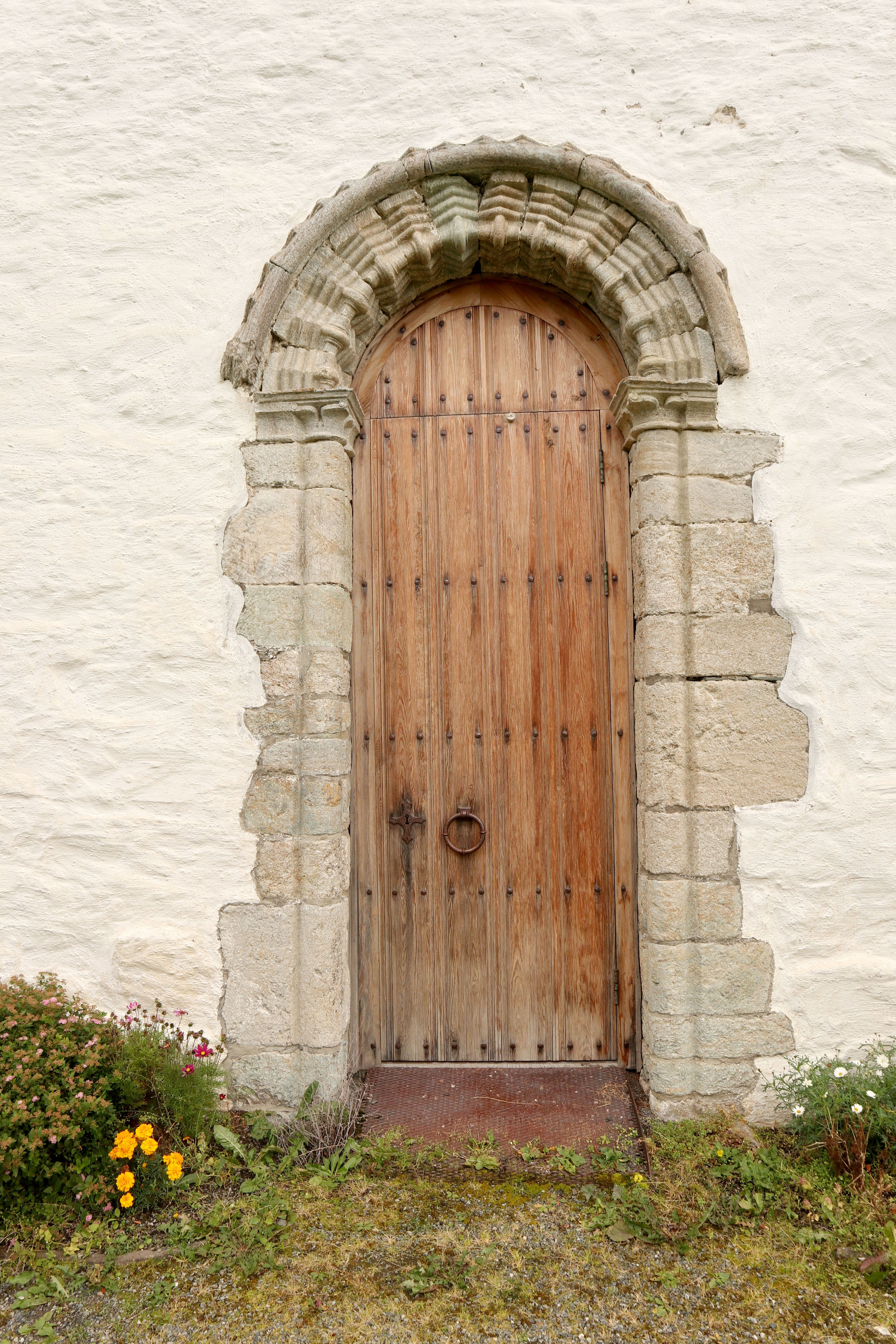
Iglesia de Mære

La iglesia se sitúa al pie de una pequeña colina, un sitio importante para la celebración de eventos religiosos paganos. En un principio se levantó una pequeña iglesia de madera, cuyo coro fue reemplazado tempranamente por uno de piedra, mientras el resto de la construcción continuó siendo de madera. Posteriormente se reemplazaron todos los muros de madera por estructuras de piedra. La nueva iglesia tenía una torre occidental en cuya base se encontraba la entrada principal, pero la torre fue demolida hacia 1277, por lo que se tuvo que abrir una nueva puerta en el muro occidental de la nave. Tenía dos portales adicionales, en el norte y el sur, pero el del sur fue tapiado en el siglo XVII. En el portal norte los capiteles tienen decoración foliar y el arco de medio punto arquivoltas en forma de zig-zag. El portal sur conserva sus arquivoltas en forma de zig-zag y a cada lado una figura animal: a la derecha una cabeza de dragón y a la izquierda un mono tocando el harpa.
La iglesia actual conserva su planta original, con una sola nave y coro, y un pequeño vestíbulo en la entrada principal. El techo es de madera, a dos aguas, y sus vigas conservan tallas de máscaras grotescas, típicas del arte nórdico en madera. Las investigaciones dendrocronológicas de las vigas revelan que la madera fue cortada en el invierno entre 1198 y 1199. Hay una pequeña torre-campanario sobre el extremo occidental del techo de la nave.

## Inventario
Parte del inventario de la iglesia es de la Edad Media, como un crucifijo en el arco del triunfo, posiblemente del siglo XIII. El altar de piedra tiene un espacio hueco en su interior, que pudo haber servido de relicario. Otra pieza medieval de la iglesia es una Madonna con Niño, actualmente conservada en el Museo de Ciencias de Trondheim.
El retablo es de la década de 1650, en estilo barroco, tallado por Johan Bilthugger y pintado por Johan Kontrafeier. El sombrero (tornavoz) del púlpito es de la década de 1630 y originalmente fue una pieza del inventario de la catedral de Nidaros; su llegada a la iglesia de Mære es una cuestión sin responder.

## Hallazgos arqueológicos
Hay rastros de una iglesia de postes —una especie de iglesias primitivas nórdicas de madera— bajo el suelo de la iglesia actual. A su vez, bajo la iglesia de postes se han encontrado vestigios de dos edificios de madera más antiguos, anteriores a la cristianización de Noruega. Estos restos se han considerado por algunos como parte de antiguos templos paganos, pero algunos más sostienen que se trata de edificios profanos. Junto a los restos de madera se encontraron pequeñas piezas de oro talladas con imágenes antropomórficas.
En 1879 se trasladaron 10 monedas de oro de la iglesia de Mære al Museo de Ciencias de Trondheim. Durante una serie de excavaciones arqueológicas en 1966 coordinadas por la Dirección de Herencia Cultural se encontraron 565 monedas más, principalmente medievales y noruegas, pero también danesas, suecas y alemanas, tanto medievales como de épocas más recientes.